# Bettenberg
Der Bettenberg ist ein vom Landratsamt Horb am 6. Juli 1962 durch Verordnung ausgewiesenes Landschaftsschutzgebiet auf dem Gebiet der Stadt Dornhan.

## Lage
Das ca. 10 Hektar große Landschaftsschutzgebiet Bettenberg liegt unmittelbar nördlich des Dornhaner Stadtteils Fürnsal. Es gehört zum Naturraum Obere Gäue und liegt im Naturpark Schwarzwald Mitte/Nord.

## Geologie
Der Bettenberg liegt im Oberen Muschelkalk. Die Kuppe wird von Plattenkalken der Meißner-Formation gebildet, die die Trochitenkalk-Formation überlagert.

## Landschaftscharakter
Der Bettenberg ist eine ca. 656 m hohe Erhebung im Muschelkalk, die früher als Schafweide genutzt wurde. Heute ist er weitgehend von Gehölzen bestockt, die zum Teil auf alten Lesesteinriegeln aufgewachsen sind. Im Westen und Norden befinden sich Ackerflächen. Im Zentrum des Landschaftsschutzgebiets wurde ein Sportplatz angelegt. Das Schutzgebiet grenzt im Süden unmittelbar an die Ortslage von Fürnsal.